# Trauerdrongo

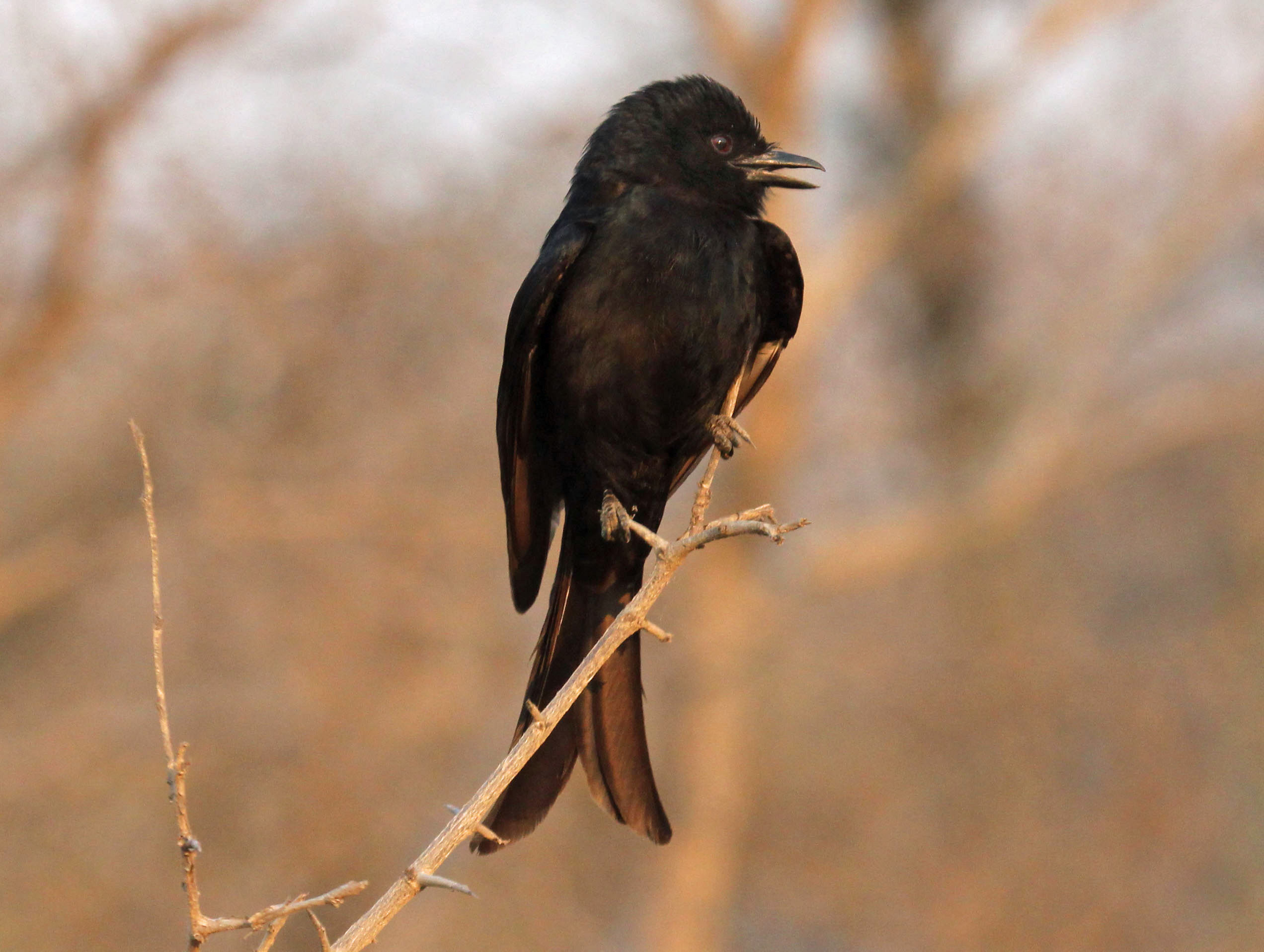
Trauerdrongo

Der Trauerdrongo (Dicrurus adsimilis) ist eine Vogelart aus der Familie der Drongos.
Die Art wurde früher als konspezifisch mit dem Königsdrongo (Dicrurus macrocercus) angesehen.
Er kommt in Afrika vor in Äthiopien, Angola, Botswana, Demokratischen Republik Kongo, Eritrea, Gabun, Guinea, Kamerun, Kenia, Republik Kongo, Lesotho, Malawi, Mauretanien, Mosambik, Namibia, Sambia, Senegambia, Simbabwe, Somalia, Sudan, Südafrika, Eswatini, Tansania, Tschad, Uganda, Zentralafrikanische Republik.
Das Verbreitungsgebiet umfasst tropische oder subtropische bewaldete Lebensräume außer dichtem Wald bis 2200 m Höhe.

## Beschreibung
Trauerdrongos sind 23–26 cm groß, wiegen 48–53 g (Nominatform) und haben ein schwarz glänzendes Gefieder, Kopf, Oberseite und Brust sind blau-grün glänzend. Bei weiblichen Tieren ist der Glanz nicht so ausgeprägt. Ihr kräftiger, leicht gekrümmter Schnabel mit Vibrisse ist schwarz und ihre Iris rot. Charakteristisch ist ihr Schwanz, der sich zum Schwanzende hin in zwei Enden gabelt und mit 115–126 mm fast die Hälfte der Gesamtlänge ausmacht. Die Armschwingen sind bräunlich, die Flügelunterseite ist im Fluge deutlich blasser. Während der Mauser können merkwürdig aussehende doppelt gegabelte Schwänze zu sehen sein.
Der Jungvogel ist dunkelbraun mit kleinen rötlichen Flecken an den Federenden, der Schnabel noch weniger gekrümmt, die Iris ist braun. Insgesamt glänzt das Gefieder nicht, die Unterseite ist blasser.

## Stimme
Das Männchen wird als sehr singfreudig beschrieben, oft der erste Vogel am Morgen und noch der letzte am Abend. Der Ruf ist ein sehr variabler Mix aus rauen, nasalen, scharfen Tönen.

## Geografische Variation
Es werden folgende Unterarten anerkannt:
- D. a. divaricatus (M. H. C. Lichtenstein, 1823), [incl. jubaensis] – Südwesten Mauritaniens, Senegambia und Guinea bis Kamerun, Tschad, Sudan, Äthiopien, Eritrea und Somalia, südlich bis Zentralafrikanische Republik, Demokratische Republik Kongo, Norden Ugandas und Kenias. Schließt die Unterart D. a. jubaensis van Someren, 1931, mit ein
- D. a. apivorus Clancey, 1976 – englisch Clancey's Drongo –Südosten Gabuns und Kongo angrenzend, Angola, Sambia, Namibia, Botswana und Norden Südafrikas.[6]
- D. a. fugax W.K.H. Peters, 1868 – Uganda, Kenia und Tansania (einschließlich Sansibar), Sambia, Malawi, Mosambik, Simbabwe, Botswana, Nordosten Südafrikas und Osten Eswatinis
- D. a. adsimilis (Bechstein, 1794), Nominatform – Westen Eswatinis, Lesotho Niederungen, und Osten und Süden Südafrikas

## Lebensweise
Die Brutzeit liegt zwischen März und September nördlich des Äquators und zwischen September und Januar südlich davon.
Sie legen zwei bis vier Eier in einem napfförmigen Nest, das im oberen Bereich von Bäumen in einer Gabelung gebaut wird. Die Eier sind in ihrer Färbung sehr variabel. Sie reichen von weiß bis rosa oder lachsfarben mit einer braunen oder rotbraunen Fleckung. Die Nester werden häufiger vom Afrikanerkuckuck parasitiert. Die Eier, die der Afrikanerkuckuck legt, sind gleichfalls sehr variabel und von denen des Trauerdrongos gelegentlich kaum zu unterscheiden.
Sie ernähren sich hauptsächlich von Insekten, aber auch von an der Oberfläche schwimmenden Fischen oder der Beute anderer Vögel, die sie ihnen stehlen.
Eine weitere Taktik zur Nahrungsbeschaffung ist das Verfolgen von größeren im afrikanischen Busch umherstreifenden Tieren wie Nashörnern, Elefanten, Giraffen etc. Die großen Säuger scheuchen beim Gang durch hohes Gras und beim Streifen von Bäumen nicht unerhebliche Mengen an Insekten auf, was dem Trauerdrongo zugutekommt. Dieser bekommt so auf bequeme Art und Weise ein breites Angebot an Nahrung präsentiert. Trauerdrongos sind daher oft in der Nähe von Herden oder Familiengruppen der oben genannten Säugetiere zu beobachten.

## Gefährdungssituation
Der Bestand gilt als nicht gefährdet (Least Concern).

## Kleptoparasitismus
Trauerdrongos haben eine Taktik entwickelt, um Erdmännchen und Elsterdrosslinge zu täuschen und ihnen die Beute abzuluchsen. Dazu stoßen sie häufig artspezifische Rufe aus, die vor nahenden Greifvögeln warnen sollen und auf die auch andere Spezies wie Elsterdrosslinge oder Erdmännchen reagieren. Jedoch gewöhnen sich die Tiere nach einer gewissen Zeit an die falschen Alarmsignale und reagieren nicht mehr entsprechend. Tom Flower von der University of Cambridge in der südafrikanischen Kalahari-Wüste beobachtete, dass die Trauerdrongos dann den Warnruf von verschiedenen anderen Vögeln so täuschend echt imitieren, dass ihre Zielobjekte in den meisten Fällen tatsächlich wieder erschrecken, Deckung suchen und dabei in mindestens 50 Prozent der Fälle ihre Beute zurücklassen, die anschließend von den Trauerdrongos aufgesammelt wurde – ein Verhalten, das als Kleptoparasitismus bezeichnet wird. Gleichzeitig verschaffte sich der Alarmgeber auch einen Vorteil gegenüber Artgenossen, die sich in der Nähe aufhielten, denn auch diese suchten vielfach Schutz in Sträuchern und Bäumen. Flower fand heraus, dass sich die Stimmenimitation für die Trauerdrongos lohnt, denn auf diese Weise ergattern sie rund ein Viertel ihrer Nahrung – und das mit minimalem Aufwand.
Trauerdrongos sind nicht ängstlich und sehr aggressiv. Sie scheuen nicht vor Attacken auf größere Vögel, auch Greifvögel, wenn beispielsweise ihr Nest bedroht wird.